# Dioscorea purdiei
Dioscorea purdiei är en enhjärtbladig växtart som beskrevs av Reinhard Gustav Paul Knuth. Dioscorea purdiei ingår i släktet Dioscorea och familjen Dioscoreaceae. Inga underarter finns listade i Catalogue of Life.